# Theridion turanicum
Theridion turanicum là một loài nhện trong họ Theridiidae.
Loài này thuộc chi Theridion. Theridion turanicum được miêu tả năm 1946 bởi Charitonov.